# Championnat du Maroc de football 1998-1999
Navigation
Botola
1997-1998 Botola
1999-2000
Le Championnat du Maroc de football 1998-1999 est la 83e édition du championnat du Maroc de football. Elle voit la victoire du Raja CA pour la quatrième année consécutive.

## Compétition

### Classement
| Rang | Équipe                       | Pts | J  | G  | N  | P  | Bp | Bc | Diff |
| ---- | ---------------------------- | --- | -- | -- | -- | -- | -- | -- | ---- |
| 1    | Raja CA T                    | 62  | 30 | 17 | 11 | 2  | 42 | 14 | +28  |
| 2    | Kawkab de Marrakech V        | 58  | 30 | 16 | 10 | 4  | 50 | 19 | +31  |
| 3    | Olympique Club de Khouribga  | 54  | 30 | 15 | 9  | 6  | 40 | 22 | +18  |
| 4    | Wydad AC                     | 52  | 30 | 14 | 10 | 6  | 46 | 27 | +19  |
| 5    | AS Crédit Agricole           | 41  | 30 | 9  | 14 | 7  | 33 | 25 | +8   |
| 6    | Maghreb de Fès               | 41  | 30 | 10 | 11 | 9  | 29 | 28 | +1   |
| 7    | FUS de Rabat P               | 41  | 30 | 9  | 14 | 7  | 26 | 25 | +1   |
| 8    | FAR de Rabat CdT             | 40  | 30 | 11 | 7  | 12 | 23 | 27 | -4   |
| 9    | Jeunesse sportive El Massira | 36  | 30 | 10 | 6  | 14 | 26 | 43 | -17  |
| 10   | CODM de Meknès               | 34  | 30 | 7  | 13 | 10 | 23 | 35 | -12  |
| 11   | Hassania d'Agadir            | 33  | 30 | 6  | 15 | 9  | 28 | 31 | -3   |
| 12   | Wydad de Fès                 | 31  | 30 | 7  | 10 | 13 | 22 | 38 | -16  |
| 13   | Chabab Mohammédia            | 30  | 30 | 5  | 15 | 10 | 20 | 26 | -6   |
| 14   | Raja de Beni Mellal P        | 27  | 30 | 6  | 9  | 15 | 19 | 28 | -9   |
| 15   | Difaâ d'El Jadida ↓          | 27  | 30 | 5  | 12 | 13 | 25 | 40 | -15  |
| 16   | Mouloudia Club d'Oujda ↓     | 24  | 30 | 4  | 12 | 14 | 22 | 46 | -24  |

- Qualifié pour la Ligue des champions de la CAF 2000
- Qualifié pour la Coupe d'Afrique des vainqueurs de coupe 2000
- Qualifié pour la Coupe de la CAF 2000
- Relégué en Championnat du Maroc de football D2

Abréviations
T : Tenant du titre

V : Vice-champion 1997-1998

CdT : Vainqueur de la Coupe du Trône 1998-1999

P : Promus du Championnat du Maroc de football D2

## Statistiques

### Meilleures attaques
1. 50 buts marqués : Kawkab de Marrakech
2. 46 buts marqués : Wydad AC

### Meilleures défenses
1. 14 buts encaissés : Raja CA
2. 19 buts encaissés : Kawkab de Marrakech
3. 22 buts encaissés : OC Khouribga

## Bilan de la saison
| Championnat du Maroc de football 1998-1999                        |                        |
| Champion                                                          | Raja CA (5e titre)     |
| Coupes et trophées                                                |                        |
| Vainqueur de la Coupe du Trône 1998-1999                          | FAR de Rabat           |
| Qualifications continentales                                      |                        |
| Ligue des champions de la CAF 2000                                | Raja CA                |
| Coupe d'Afrique des vainqueurs de coupe 2000                      | FAR de Rabat           |
| Coupe de la CAF 2000                                              | Wydad AC               |
| Promotions et relégations                                         |                        |
| Promus en Championnat du Maroc de football                        | Renaissance de Settat  |
| Promus en Championnat du Maroc de football                        | Tihad Sportif Club     |
| Relégués en Championnat du Maroc de football de deuxième division | Difaâ d'El Jadida      |
| Relégués en Championnat du Maroc de football de deuxième division | Mouloudia Club d'Oujda |